# Abraham Kibiwot
Abraham Kibiwot, född 6 april 1996, är en kenyansk friidrottare som tävlar i fokuserar på hinderlöpning.

## Karriär
Vid VM i Budapest tog Kibiwot brons på 3 000 meter hinder. Han är uttagen att tävla vid OS 2024. Vid OS 2024 tog han brons på 3 000 meter hinder.